# Gonzalo Fernández de Córdoba y Ziburu
Gonzalo Fernández de Córdoba y Ziburu (Madrid, 2 de novembre de 1907 - 7 d'octubre de 1983) va ser un militar espanyol, cap d'Estat Major de l'Exèrcit de Terra en els darrers anys del franquisme.
Era fill de Joaquín María Fernández de Córdoba y Quesada, tinent coronel de cavalleria i gentilhome del rei Alfons XIII, assassinat l'agost de 1936 a Paracuellos de Jarama, i net del comte de Gondomar. Es va casar amb Amalia Maldonado y Alvarado, vescomtessa de La Hormaza. Va seguir la carrera militar com el seu pare, i el 1922 va ingressar a l'Acadèmia de Cavalleria de Valladolid. El 1926 fou destinat al Regiment de Taxdir i poc després va enrolar-se a la Legió Espanyola. Durant la guerra civil espanyola es va unir al bàndol revoltat i va lluitar als fronts del Centre, Aragó i Catalunya.
En 1942 es va diplomar en Estat Major. En 1949 fou ascendit a tinent coronel i destinat a l'Alt Estat Major. En 1959 ascendí a general de brigada i fou nomenat cap de la II Brigada de Cavalleria Jarama. En 1964 fou nomenat cap d'Estat Major de la II Regió Militar. Després fou director de l'Escola Superior de l'Exèrcit fins que el 21 d'agost de 1970 fou nomenat capità general de la V Regió Militar El juny de 1971 va deixar la capitania quan fou nomenat cap d'Estat Major de l'Exèrcit de Terra. Va ocupar el càrrec fins que el novembre de 1973 va passar a la situació de "Destí d'arma o cos".